# Hrobka Askíja
Hrobka Askíja se nachází ve městě Gao v Mali. Od roku 2004 je zapsána na seznamu světového kulturního dědictví UNESCO, od roku 2012 i na seznamu světového dědictví v ohrožení. Je to hliněná pyramidovitá stavba vysoká 17 m, kterou nechal na konci 15. století vystavět vládce Songhajské říše Askíja Muhammad poté, co se navrátil z poutě z Mekky a zavedl islám jako státní náboženství své říše. Komplex kromě samotné hrobky zahrnuje i dvě budovy mešity (stále v provozu), hřbitov a oplocené nádvoří. Mezi památky světového dědictví byla zapsána i  proto, že je pozůstatkem, svědkem moci a bohatství Sonhajské říše, která existovala v 15. a 16. století a která kontrolovala obchod v regionu Sahary – především se zlatem a solí. Hliněné stavby v oblasti Sahelu mají dlouhou tradici (kromě hrobky Askíja i např. Timbuktu či Djenné).